# Seán Crowe

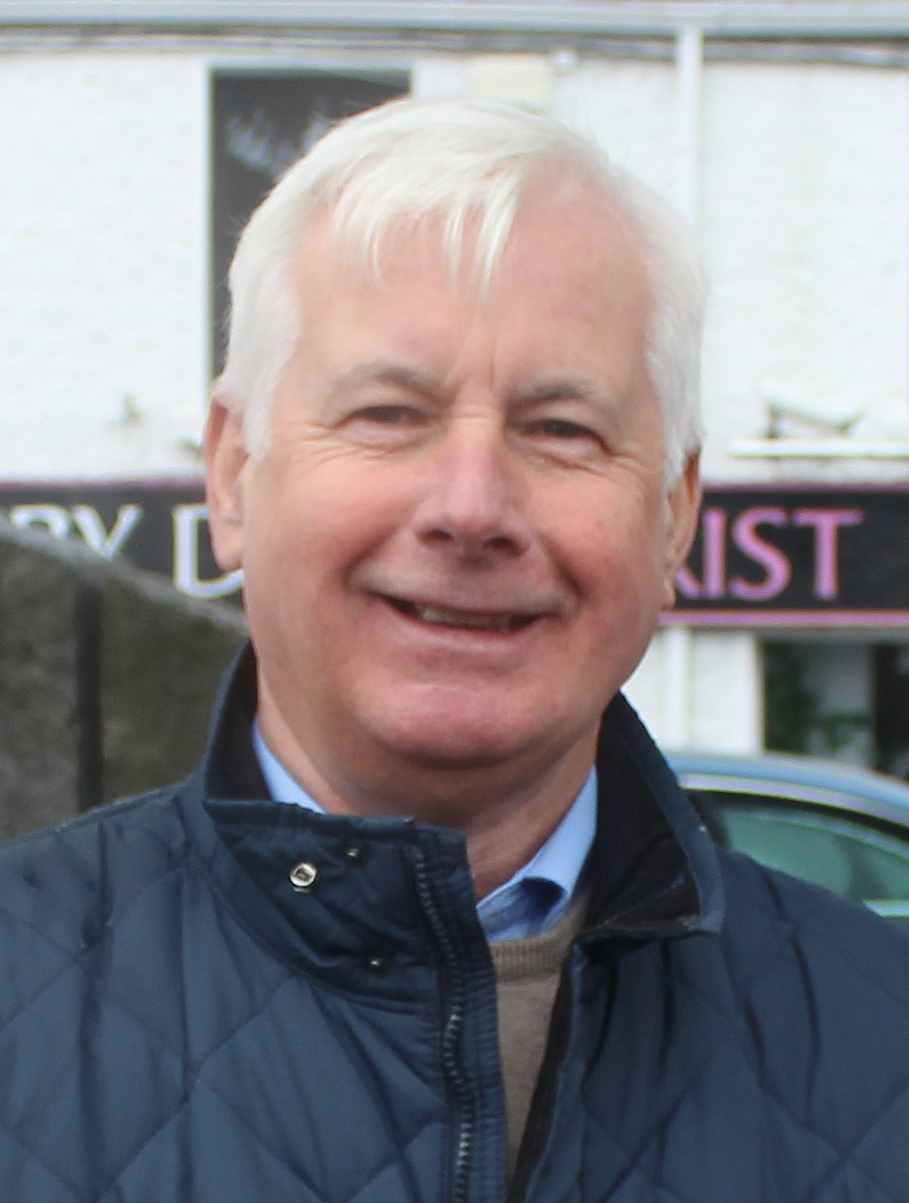
Seán Crowe (2023)

Seán Crowe (* 7. März 1957 in Rathfarnham, Dublin) ist ein irischer Politiker der Sinn Féin, der Abgeordneter im Dáil Éireann ist.

## Leben
Crowe wurde 1976 Mitglied der Sinn Féin und engagierte sich in deren Jugendorganisation. Er arbeitete als Gemeinschaftsaktivist.
Er engagierte sich ab den 1990er Jahren im nordirischen Friedensprozess. Bereits 1989 hatte Crowe versucht, für den Wahlkreis Dublin South-West in den Dáil Éireann einzuziehen. Seine Kandidaturen blieben erfolglos. 1999 wurde er dann in den South Dublin County Council gewählt. Bei den Wahlen zum Dáil Éireann 2002 trat er als Kandidat der Sinn Féin an und war erfolgreich. Schon bei der Wahl 2007 verlor er den Sitz wieder. Ab 2011 war er dann, wie auch bei den nachfolgenden Wahlen zum Dáil Éireann, erfolgreich.

## Privates
Crowe ist mit Pamela Kane verheiratet.